# Kiel-Lauch
Der Kiel-Lauch (Allium carinatum), auch Gekielter Lauch genannt, ist eine Pflanzenart in der Gattung der  Lauche (Allium). Das Artepitheton kommt vom lateinischen Wort carinatus und bedeutet gekielt.

## Beschreibung

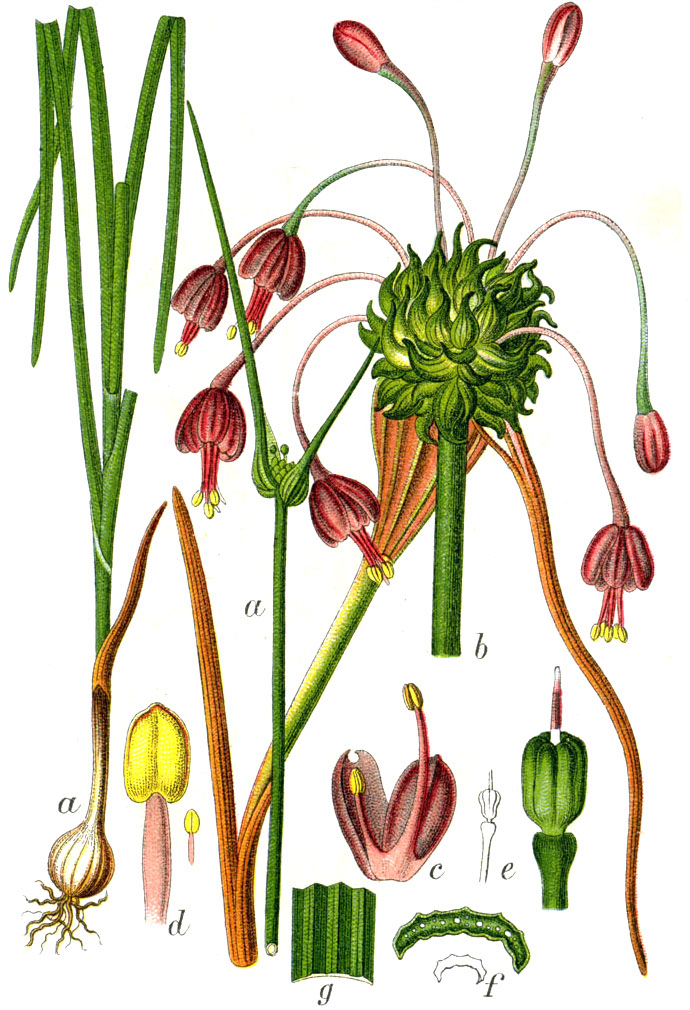
Illustration aus Sturm

Der Kiel-Lauch ist eine ausdauernde, krautige Pflanze, die Wuchshöhen zwischen 30 und 60 Zentimetern erreicht. Dieser Geophyt bildet Zwiebeln als Überdauerungsorgane, die etwa 1 Zentimeter breit werden. Die Laubblätter sind bei einer Breite von 2 bis 4 Millimetern linealisch, flach, rinnig und am Rand gerippt sowie unterseits gekielt; sie sind nicht hohl, das Gewebe aber gelegentlich lückig.
Die Blütezeit reicht von Juni bis Juli. Der Blütenstand ist scheindoldig. Die Blüten sind meist unfruchtbar. Früchte sind somit selten. Stattdessen entwickeln sich in diesem Blütenstand bei einer Unterart Brutzwiebeln. Die Blütenstiele sind vier bis sechsmal so lang wie die Blüten. Die Blüten sind dreizählig. Die Blütenhüllblätter sind lilapurpurfarben. Die Staubblätter ragen weit über die Blütenhüllblätter heraus.
Die Chromosomenzahl beträgt 2n = 16 oder 24.

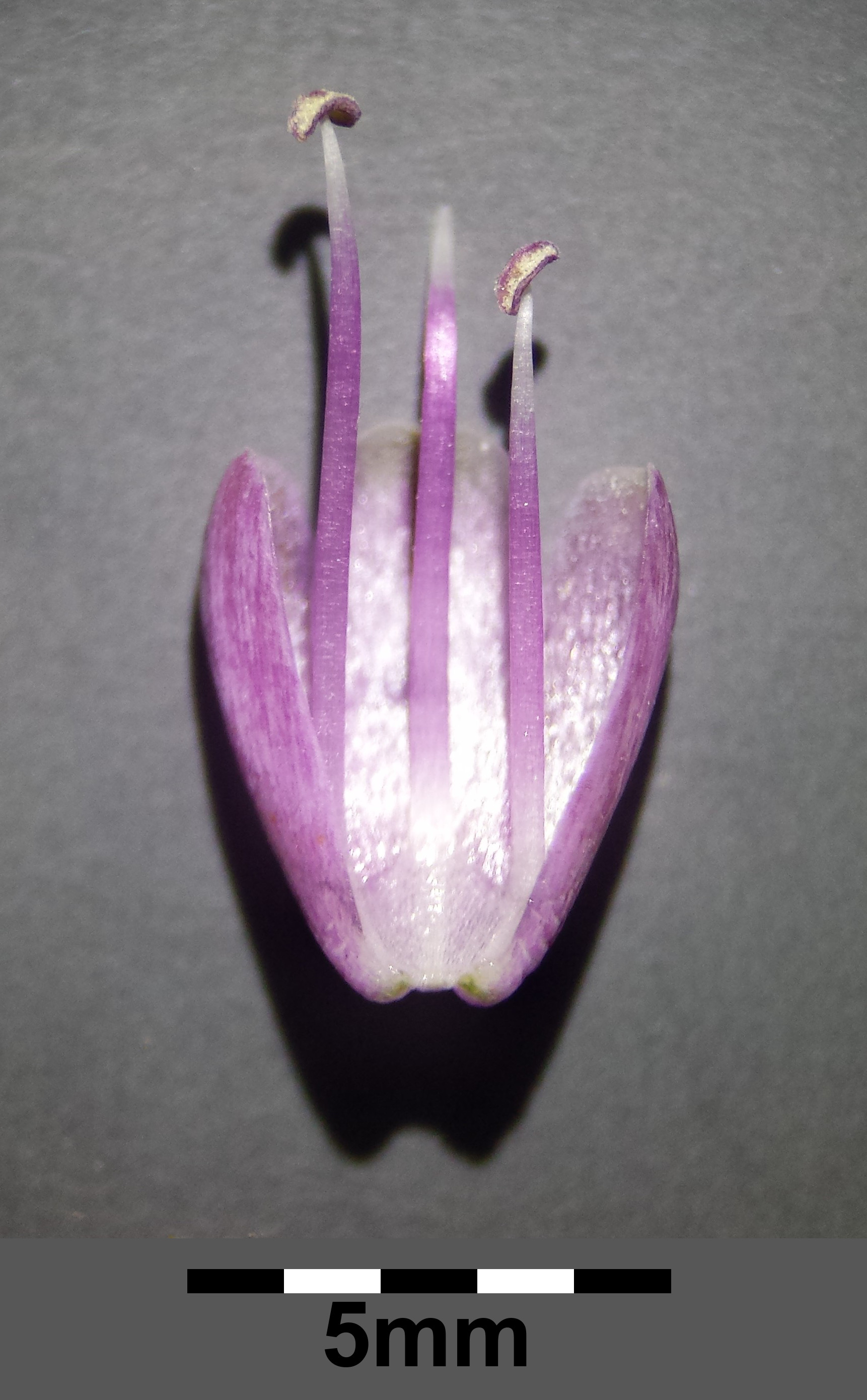
Perigonblätter (Innenansicht) mit Staubblättern

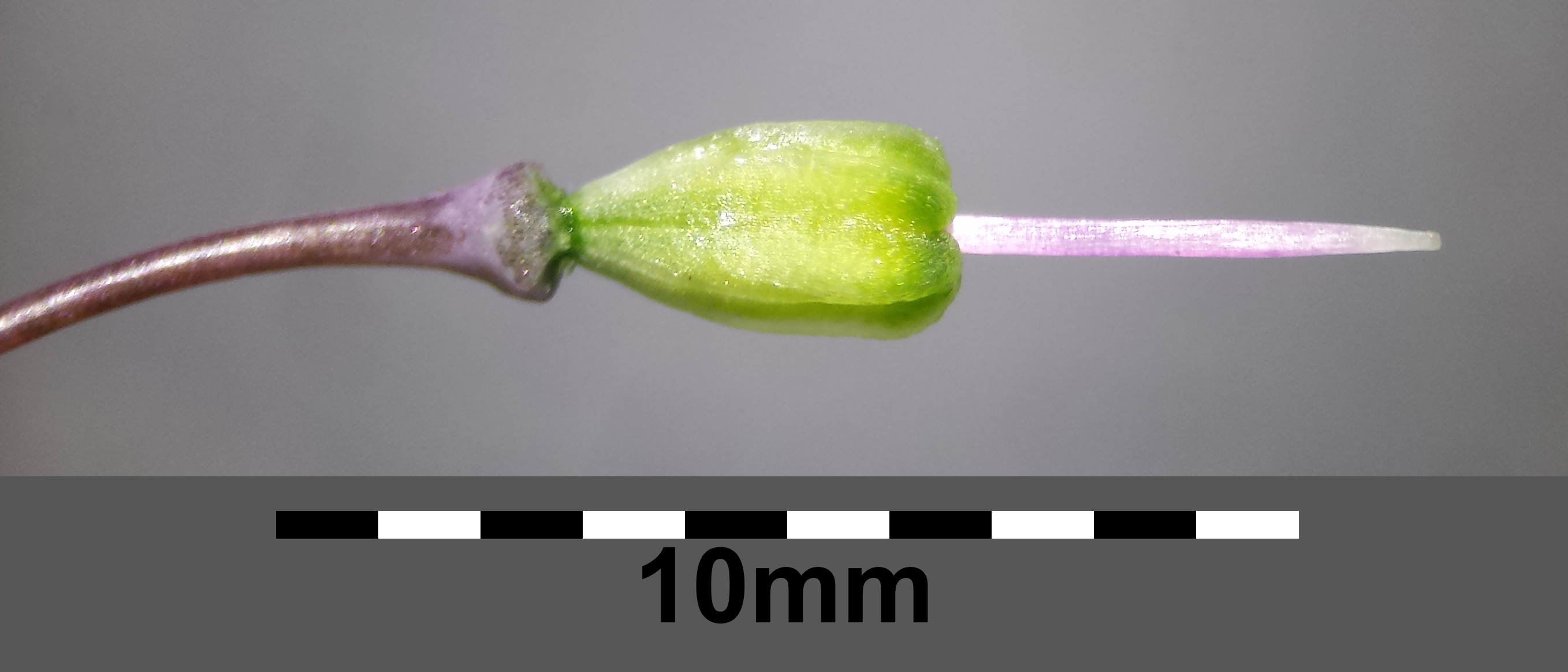
Fruchtknoten mit Griffel

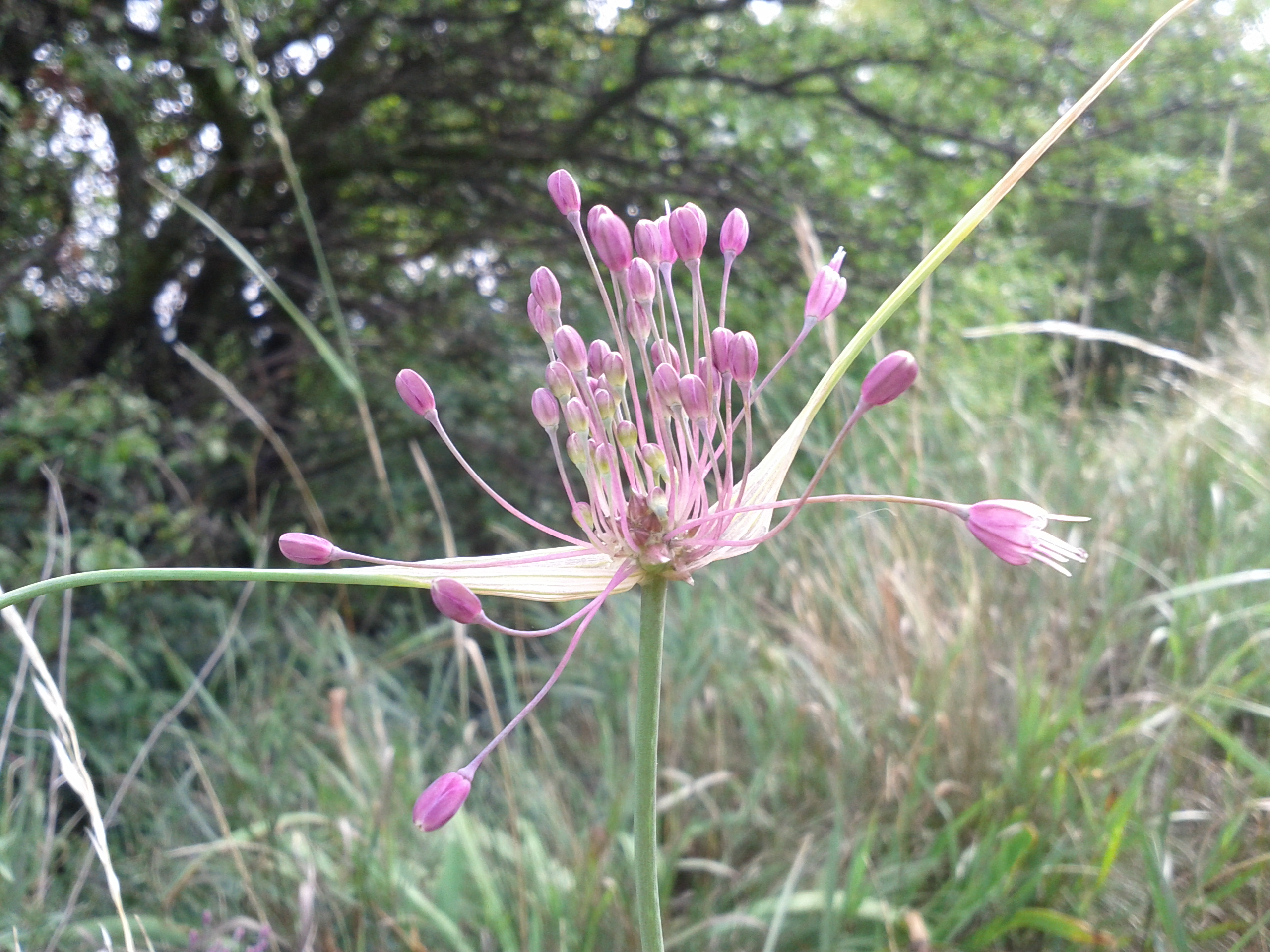
Eigentlicher Kiel-Lauch (Allium carinatum subsp. carinatum)

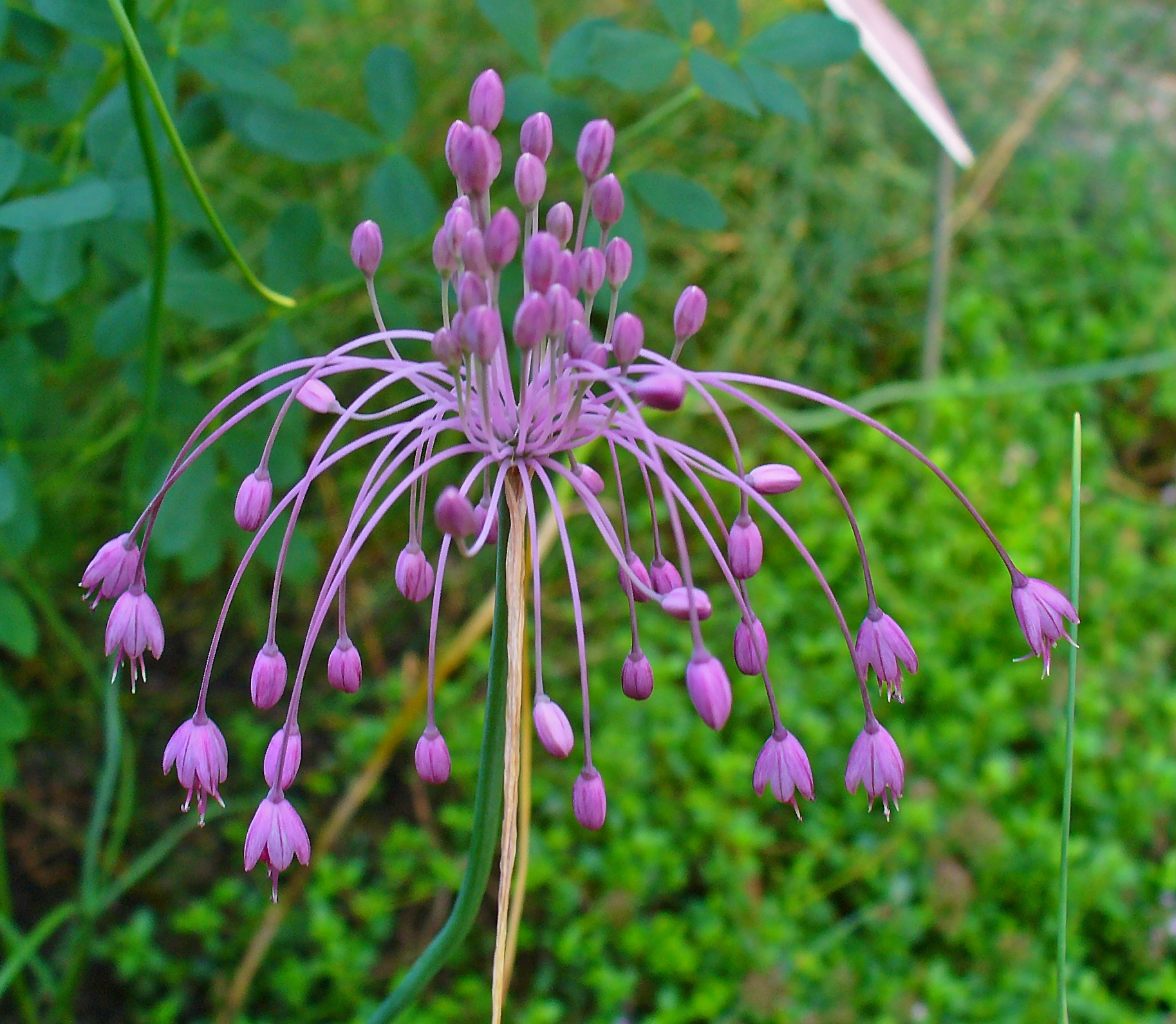
Schöner Kiel-Lauch (Allium carinatum subsp. pulchellum)

## Vorkommen
Das Verbreitungsgebiet umfasst Süd- und Mitteleuropa. Der Eigentliche Kiel-Lauch hat sein Hauptverbreitungsgebiet in Südeuropa. Als Standort werden Halbtrockenrasen, lichte Föhrenwälder und Moorwiesen bevorzugt. 
In Österreich tritt der Eigentliche Kiel-Lauch in allen Bundesländern auf der collinen bis montanen Höhenstufe zerstreut auf trockenen und feuchten Magerwiesen und in lichten Föhrenwäldern auf. Im Gebiet der Böhmischen Masse, im nördlichen Alpenvorland und im pannonischen Gebiet gilt er als gefährdet. Der Schöne Kiel-Lauch tritt in Vorarlberg (unsicher) sowie in Südtirol auf der collinen bis submontanen Höhenstufe selten auf Trockenwiesen und trockenen Hängen auf. Er gilt als kalk- und wärmeliebend.
In Dänemark tritt er nur selten und verstreut an der Küste auf.

## Systematik und Vorkommen
Die Erstveröffentlichung von Allium carinatum erfolgte 1753 durch Carl von Linné.
Von Allium carinatum gibt es zwei Unterarten, die von manchen Autoren auch als Arten angesehen werden: 
- Eigentlicher Kiel-Lauch (Allium carinatum subsp. carinatum): Er weist Bulbillen auf und seine Blütenstiele sind vier- bis sechsmal so lang wie das Perigon. Er kommt in Gesellschaften des Molinion und des Mesobromion vor.[1] In den Allgäuer Alpen steigt er im Tiroler Teil am Südhang der Krinnespitze in eine Höhenlage von bis zu 1600 Meter auf.[3] Das Verbreitungsgebiet reicht von Mitteleuropa bis in die nördliche Türkei.[4]
- Schöner Kiel-Lauch (Allium carinatum subsp. pulchellum (G.Don) Bonnier & Layens, Syn.: Allium cirrhosum Vand., Allium pulchellum G.Don): Er besitzt keine Bulbillen und seine Blütenstiele sind nur doppelt bis viermal so lang wie das Perigon. Er ist eine lokale Charakterart des Pulsatillo-Caricetum humilis, kommt aber auch in Sedo-Scleranthetea-Gesellschaften vor.[1] Sein Verbreitungsgebiet reicht vom südöstlichen Frankreich bis ins westliche Rumänien.[4]